# Gabinete Reynaud
O Gabinete Reynaud foi o ministério formado por Paul Reynaud em 21 de março de 1940 e dissolvido em 16 de junho do mesmo ano. Foi o 108º gabinete da Terceira República Francesa, sendo antecedido pelo Gabinete Daladier V e sucedido pelo Gabinete Pétain.

## Contexto
O governo de Paul Reynaud recebeu sua investidura na Assembleia Nacional Francesa com a maioria de um voto em 22 de março de 1940. Em 10 de junho daquele ano, antecipando a entrada dos alemães em Paris, as autoridades públicas francesas se refugiaram em Tours e, em 16 de junho, em Bordeaux. Ainda em abril, um relatório destacou as fragilidades militares francesas no setor de Sedan, mas nada funcionou, apesar de o comandante em chefe francês, general Maurice Gamelin, ter sido avisado em janeiro de que a Alemanha estava prestes a atacar nas Ardenas. Após sabotagem atribuída a comunistas, aeronaves que partiam de fábricas em Boulogne-Billancourt caíram, resultando na morte de pilotos. O decreto-lei de 9 de abril de 1940, apresentado ao Presidente da República, Albert Lebrun, pelo ministro da Seção Francesa da Internacional Operária (SFIO), Albert Sérol, previa a pena de morte para propaganda comunista, equiparando-a à propaganda nazista. Em abril-maio, uma segunda onda de repressão contra comunistas aumentou o número de encarcerados em pelo menos 160.
Édouard Daladier (membro do gabinete) e Gamelin eram oponentes de Reynaud e pretendiam substituí-lo no governo. Diante dos acontecimentos, uma crise governamental eclodiu, levando à renúncia de Paul Reynaud em 9 de maio de 1940, mas o fim da “Guerra de Mentira” levou o Presidente Lebrun a pedir a Reynaud que se retratasse e permanecesse no poder. Reynaud pensou, então, em usar o prestígio do marechal Philippe Pétain entre os franceses e propôs-lhe, em vão, no início de maio, entrar no governo – para Reynaud, tratava-se de elevar o moral dos franceses, cerrar fileiras e fortalecer sua própria imagem no parlamento. Como a maioria de seus ministros e parlamentares, Reynaud subestimou o velho Pétain, inicialmente taciturno e passivo, e não imaginava que ele pudesse desempenhar mais do que um papel puramente simbólico. Enquanto isso, as autoridades belgas expulsaram milhares de judeus para a França.
Nos campos de batalha, em 12 de maio, os alemães alcançaram o Rio Mosa, na França, e o cruzaram. Por volta das 21h, os alemães atacaram em direção a Sedan. Toda a semana seguinte foi caracterizada por uma desanimadora falta de resposta do Alto Comando Francês. No dia seguinte, as tropas alemãs cruzaram as Ardenas, cruzaram o Meuse durante o dia e cercaram Sedan. Em 15 de maio, eles invadiram o departamento de Aisne. O general Gamelin não tinha reservas para contra-atacar. Uma circular do governo Reynaud previa a prisão e o internamento em campos de todos os estrangeiros de nações inimigas com idade entre 17 e 56 anos, sem exceções. Em 16 de maio, as notícias foram catastróficas. Os alemães estavam chegando a Paris via Reims, Laon e Châlons. No Quai d'Orsay, Reynaud convocou seus ministros e os arquivos da reunião foram queimados no pátio interno do ministério. O medo da entrada dos alemães na capital francesa pairava sobre as discussões dos ministros. O Estado-Maior francês ordenou uma retirada para uma linha que se estendia de Antuérpia a Laon. Civis correram para as estradas seguindo o Exército Francês em um verdadeiro êxodo. Reynaud então assumiu a pasta da Guerra de Daladier. No dia seguinte, enquanto até então o internamento de estrangeiros inimigos se aplicava apenas a homens, as mesmas medidas afetaram mulheres de 17 a 67 anos (exceto mulheres casadas com um francês ou mães de crianças francesas).
Em 18 de maio, Reynaud nomeou o marechal Pétain como Vice-presidente do Conselho de Ministros. Georges Mandel, ex-chefe de gabinete de Georges Clemenceau e um fervoroso defensor da guerra, transferiu-se da pasta das Colônias para o Ministério do Interior. O general Maxime Weygand chegou à França em 19 de maio e substituiu o general Gamelin, que, por ter sido muito passivo, foi demitido. A nomeação de Pétain foi bem recebida no país, no Parlamento Francês e na imprensa francesa, embora tenha recebido pouca publicidade. O general Weygand ainda esperava deter a ofensiva alemã na "Linha Weygand", seguindo o curso do Aisne, do Rio Ailette, do Canal Crozat e do Rio Somme até sua foz, e tentou retomar Amiens até 5 de junho.
Em 25 de maio, um conselho de guerra foi realizado no Palácio do Eliseu, reunindo o Presidente Lebrun, Paul Reynaud, o marechal Pétain, o ministro da Marinha, César Campinchi, e o general Weygand. Foi nessa reunião que a possibilidade de um armistício foi levantada pela primeira vez pelo Presidente da República. Reynaud se opôs à ideia e era a favor de continuar a guerra ao lado dos britânicos. Weygand, cuja influência se estendia além de seu papel militar, não parecia apoiar o armistício, mas sem dúvida já o considerava inevitável. O coronel Charles de Gaulle foi nomeado general de brigada temporário, com efeito a partir de 1º de junho. Em 26 de maio, em nota a Paul Reynaud, Pétain recusou-se a responsabilizar os líderes militares pela derrota, atribuindo o desastre aos "erros que [o país] cometeu e que todos nós cometemos, a esse gosto pela vida tranquila, a esse abandono de esforços que nos trouxeram até aqui".
Em 6 de junho, Paul Reynaud reorganizou seu governo, que incluiu de Gaulle como subsecretário de Estado da Guerra e Defesa Nacional. Mandel teve influência direta nessa escolha, representando a França em Londres, de acordo com os desejos do Primeiro-Ministro britânico Winston Churchill, por quem Reynaud nutria grande estima, apesar da oposição de vários membros do governo, e de quem Albert Lebrun não gostava. Retornando de Londres, de Gaulle foi ao quartel-general do general Charles Hunzinger, comandante do Grupo de Exércitos do Centro, para sondá-lo para substituir Weygand como comandante à frente dos exércitos franceses, mas o projeto não foi levado adiante. Pétain não reagiu quando o general Edward Spears, representante de Churchill no governo francês, o alertou de que, se a França chegasse a um acordo com a Alemanha, "ela não apenas perderia sua honra, mas, fisicamente, não se recuperaria. Estaria ligada a uma Alemanha em cuja garganta nossos punhos logo se fecharão”. O governo francês estava dividido em duas partes: uma minoria, os partidários de um armistício com a Alemanha para evitar a aniquilação e a ocupação total do país, agrupados em torno de Philippe Pétain e do general Weygand, enfrentando os partidários da continuação dos combates, como Mandel e o general de Gaulle. O Presidente Lebrun e Paul Reynaud queriam continuar os combates no norte de África.
Em 11 de junho de 1940, Churchill chegou a Briare para confortar Paul Reynaud. Churchill observou que o único membro do governo francês que não caiu no pessimismo foi o general de Gaulle. O general Weygand solicitou o envio dos 25 esquadrões de caça da Força Aérea Real (RAF) prometidos, mas Churchill recusou, desejando reservá-los para a defesa contra um ataque direto ao território britânico. No dia 13, Pétain, que era favorável ao armistício, leu uma nota ao Conselho de Ministros na qual declarava que não havia a mínima possibilidade de ele deixar a França para continuar a luta. A reunião final do Conselho Supremo Aliado foi realizada em Tours. Reynaud declarou que, sem a ajuda imediata dos Estados Unidos, a França seria fisicamente incapaz de continuar e abandonaria a luta, rompendo o acordo de nunca concluir uma paz separada entre a França e o Reino Unido.
Atordoado e consternado, Churchill respondeu: "Devemos lutar, lutaremos, e é por isso que devemos pedir aos nossos amigos que lutem". Reynaud afirmou que a França também continuaria a luta a partir do norte da África, se os Estados Unidos estivessem dispostos a se juntar à luta. Reynaud pediu aos britânicos que compreendessem e liberassem a França de sua obrigação de não concluir uma paz separada e os líderes britânicos retornaram a Londres. O chefe de governo tentou persuadir Weygand a capitular o Exército e transferir a Marinha e a Força Aérea para o norte da África para continuar a guerra. Apesar de sua recusa, Reynaud não o dispensou. Weygand retirou as tropas para o Rio Loire como um último obstáculo ao avanço alemão. A leste, os alemães ameaçaram cercar o 8º Exército Francês, que guardava o Rio Reno na Alsácia e recuava para os Montes Vosgos e para o bolsão de Belfort. O governo Reynaud hesitou entre seguir para a Bretanha ou Bordeaux, e finalmente recuou para esta última na noite do dia 13.

Nessa mesma noite, na prefeitura de Tours, Georges Mandel foi informado que o general Charles de Gaulle desejava apresentar sua carta de renúncia em resposta às manobras dos ministros que apoiavam o armistício. Firmemente contrário a elas, o ministro do Interior pediu a De Gaulle que o viesse ver e, em seguida, instou-o a manter a legitimidade conferida por sua participação no governo:
De qualquer forma, estamos apenas no início da guerra mundial. O senhor terá grandes deveres a cumprir, general! Mas com a vantagem de ser, entre todos nós, um homem íntegro. Pense apenas no que deve ser feito pela França e considere que, se necessário, sua posição atual poderá facilitar-lhe as coisas.
O general partiu para Londres em 14 de junho. Nesse mesmo dia, os alemães entraram em Paris, que passou para o horário de Berlim. O governo francês chegou a Bordeaux. Pétain confirmou sua liderança entre os apoiadores do armistício e apresentou sua renúncia.
Em 15 de junho, os alemães cruzaram o Reno. As tropas francesas estacionadas na "Linha Maginot" estavam prestes a serem tomadas pela retaguarda. Uma reunião de gabinete foi realizada na prefeitura de Bordeaux. Reynaud leu a resposta do Presidente dos Estados Unidos, Franklin D. Roosevelt, ao pedido de ajuda que lhe havia enviado. O Conselho estava dividido entre os apoiadores do armistício e aqueles que apoiavam a continuação dos combates no norte da África. Camille Chautemps apresentou uma proposta dita "conciliatória" para obter a aceitação pública da ideia da saída do governo: solicitar aos alemães os termos de um armistício e, diante do que seriam considerados condições inaceitáveis, considerar a partida para Argel. A proposta oferecia uma saída para os ministros "indecisos", unindo tanto os apoiadores do armistício quanto os hesitantes. Para executar seu plano de continuar lutando no "reduto bretão", o general de Gaulle partiu para Rennes, mas a cidade foi capturada pelos alemães no mesmo dia. Naquela noite, de Gaulle navegou de Brest para Plymouth, na Grã-Bretanha, a fim de organizar o auxílio de navios britânicos para a transferência de tropas francesas para o norte da África. Em 16 de junho, em Londres, de Gaulle almoçou com Churchill e discutiu a proposta de união entre a Grã-Bretanha e a França: a “União Franco-Britânica”, que uniria as nações e instituições francesas e britânicas para continuar a guerra com seus impérios coloniais combinados. O governo de Churchill aceitou a proposta.
No domingo, 16 de junho de 1940, as tropas alemãs cruzaram o Loire em vários pontos entre Gien e Nantes e as tropas francesas sofreram sessenta mil mortes em cinco semanas de combates. Na tarde daquele dia, Reynaud reuniu o governo em Bordeaux para apresentar o projeto de união das nações francesa e britânica, defendido por Churchill e de Gaulle, mas não obteve nenhuma resposta da maioria dos presentes, e, em vez disso, a proposta de Chautemps, já formulada no dia anterior, em 15 de junho, foi aceita, consistindo em pedir à Alemanha suas condições para um armistício. Os ministros foram então divididos em defensores da continuação da guerra, como Albert Lebrun, Paul Reynaud e Charles de Gaulle, e os apoiadores da proposta de Chautemps, como Pétain, Weygand e Pierre Laval.
A posição a favor do armistício do marechal Pétain foi tomada pela maioria do Conselho de Ministros. O ponto de concordância entre Pétain e Laval, apostando na vitória final do Alemanha, era o desejo de cessar uma luta considerada mortal e inútil e que contava com o apoio da vasta maioria dos franceses. O movimento pró-armistício gradualmente conquistou a maioria. Ao final da reunião em Bordeaux, Paul Reynaud, que não conseguira obter uma promessa de engajamento militar dos Estados Unidos, apresentou a renúncia do governo e sugeriu, seguido pelos presidentes do Senado Francês e da Assembleia Nacional, que o marechal Pétain fosse nomeado Presidente do Conselho de Ministros. Essa escolha foi imediatamente aprovada pelo Presidente Lebrun no início da noite de 16 de junho. O general de Gaulle retornou a Bordeaux naquela mesma noite (21h30) para que o projeto de união franco-britânica fosse assinado pelo Presidente do Conselho, mas Reynaud havia renunciado alguns minutos antes.
Na manhã de 17 de junho, de Gaulle retornou a Londres no avião do general Edward Spears e, assim, pôde se encontrar com Churchill novamente às 14h30. Eles concordaram que, assim que o novo governo francês anunciasse a abertura das negociações de armistício, De Gaulle poderia lançar um apelo à BBC (British Broadcasting Corporation) para a continuação da luta. Pétain anunciou as negociações de armistício no mesmo dia, Churchill concordou formalmente no dia seguinte e De Gaulle então apresentou o apelo em 18 de junho. As condições do armistício foram comunicadas pelos alemães em 19 de junho. O acordo foi assinado em 22 de junho. Posteriormente, em 10 de julho de 1940, Pétain obteve, na reunião do Parlamento em Vichy, plenos poderes para redigir uma nova constituição para a França.

## Composição

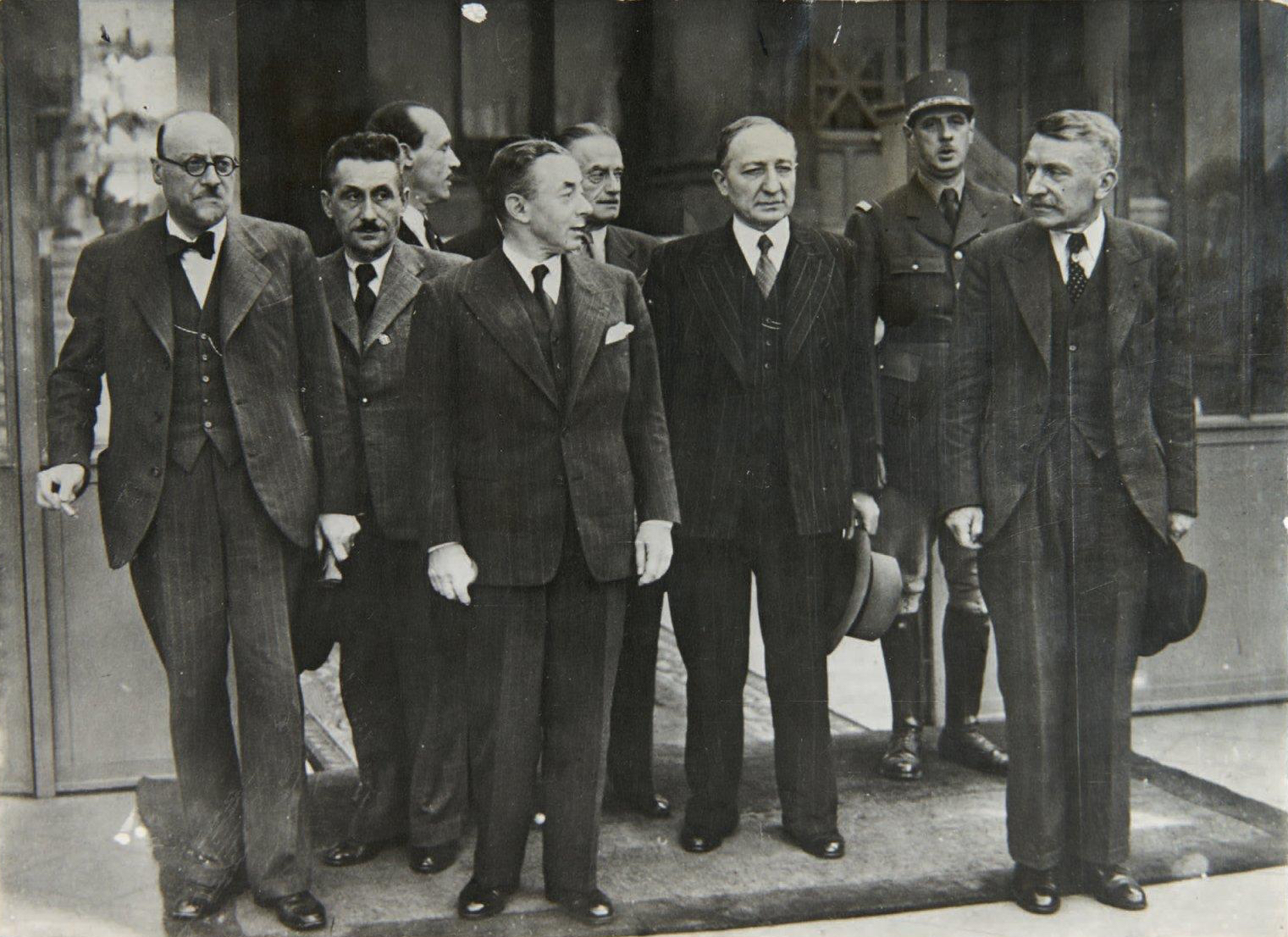
O Gabinete Reynaud em fotografia de 1940.

- Presidente da República: Albert Lebrun
- Presidente do Conselho de Ministros: Paul Reynaud
- Vice-presidente do Conselho e Coordenador de Serviços: Camille Chautemps; Philippe Pétain
- Ministro dos Estrangeiros: Paul Reynaud; Édouard Daladier; Paul Reynaud
- Ministro da Justiça: Albert Sérol
- Ministro do Interior: Henri Roy; Georges Mandel
- Ministro da Guerra e Defesa Nacional: Édouard Daladier; Paul Reynaud
- Ministro das Finanças: Lucien Lamoureux; Yves Bouthillier
- Ministro da Economia Nacional: Raymond Patenôtre
- Ministro da Educação Nacional: Albert Sarraut; Yvon Delbos
- Ministro das Obras Públicas: Anatole de Monzie; Ludovic-Oscar Frossard
- Ministro da Agricultura: Paul Thellier
- Ministro do Comércio e Indústria: Louis Rollin; Léon Baréty; Albert Chichery
- Ministro dos Correios, Telégrafos, Telefones e Transmissões: Alfred Jules-Julien
- Ministro do Trabalho: Charles Pomaret
- Ministro dos Assuntos dos Veteranos e Pensionistas: Albert Rivière
- Ministro da Saúde Pública e da Família Francesa: Marcel Héraud; Georges Pernot
- Ministro da Marinha Militar: César Campinchi
- Ministro do Ar: Laurent Eynac
- Ministro das Colônias: Georges Mandel; Louis Rollin
- Ministro da Marinha Mercante: Alphonse Rio
- Ministro dos Armamentos: Raoul Dautry
- Ministro do Bloqueio: Georges Monnet
- Ministro do Abastecimento: Henri Queuille
- Ministro da Informação: Ludovic-Oscar Frossard; Jean Prouvost
- Ministro de Estado: Louis Marin
- Ministro de Estado: Jean Ybarnégaray